# Tonkam

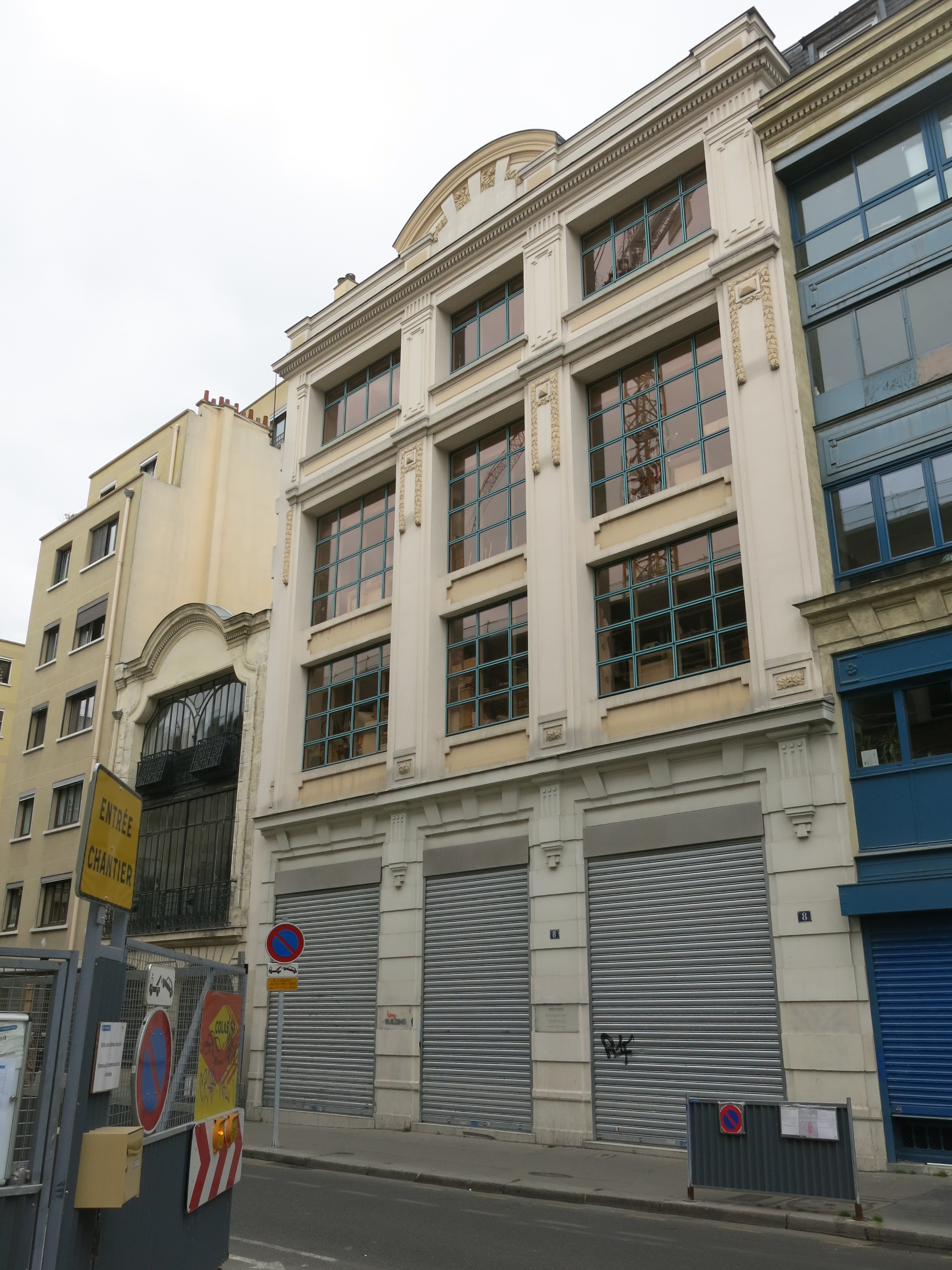
Seu de Tonkam al carrer León Jouhaux número 8 de París.

Tonkam és una editorial francesa especialitzada en mangues. És una de les quatre editorials franceses de manga més importants. A més de la primera editorial especialitzada en manga de França i en francès.
Fou fundada el 1994 per Sylvie Chang i Dominique Véret, i se centrà en còmics japonesos desconeguts per al públic francès. El primer va ser Den'ei Shoujo. Inicialment els publicava espillats. Més tard publicà còmics japonesos no espillats. Des de 1996 va col·laborar amb l'editorial belga Ypnos. Va durar poc de temps perquè Ypnos cessà l'activitat.
Al principi dels anys 2000 Dominique Véret deixà el lloc de directiva per a crear l'editorial Akata. Durant eixe temps fou un dels introductors del gènere yaoi a França. El 2003 van experimentar amb la prepublicació dels còmics de l'editorial japonesa Hakushensha (gestora de la revista Magnolia). A la fi de 2004 acabà l'experiment en no obtindre beneficis significatius. Al final de 2005 morí Yu-Chi Chang i les propietàries Françoise i Sylvie Chang feren un acord amb l'editorial Delcourt, que va esdevenir l'accionista majoritària. El 2006 es va fusionar amb l'editorial Delcourt. Aquesta fusió qualla amb el nom Delcourt/Tonkam.